# Luigi Bianchis di Pomaretto
Luigi Giuseppe Bianchis conte di Pomaretto (Pinerolo, 27 maggio 1806 – Chieri, 30 ottobre 1877) è stato un generale italiano, distintosi come ufficiale nel corso della prima e della seconda guerra d'indipendenza italiana e nella campagna piemontese in Italia centrale. Decorato con la croce di ufficiale dell'Ordine militare di Savoia, di due medaglie d'argento al valor militare e della gran croce dell'Ordine dei Santi Maurizio e Lazzaro.

## Biografia
Nacque a Pinerolo il 27 maggio 1806, figlio di Giovanni Luigi (1760-1836). Nel 1817 iniziò a frequentare la Regia Accademia Militare di Torino, da cui uscì nel 1826 con il grado di sottotenente di fanteria in forza alla Brigata Aosta. Nel corso della prima guerra d'indipendenza italiana combatté come capitano in forza al 6º Reggimento fanteria della Brigata Aosta, e venne decorato di una medaglia d'argento al valor militare per essersi distinto nel corso della battaglia di Santa Lucia (6 maggio 1848). Nella campagna del 1849 fu promosso maggiore del 13º Reggimento fanteria della Brigata Pinerolo dove ottenne, nel corso della battaglia di Novara (22-23 marzo), una seconda medaglia d'argento al valor militare. Nel 1853 fu promosso tenente colonnello e nel 1856 colonnello del 15º Reggimento fanteria della Brigata Savona che nel corso della seconda guerra d'indipendenza italiana comandò nella battaglia di Palestro (30-31 maggio 1859). A seguito dell'insurrezione generale nel granducato di Toscana e nei ducati di Modena e Parma che formarono una Lega di stati dell'Italia centrale per potersi unire al Regno di Sardegna, Giuseppe Garibaldi fu chiamato a comandare le divisioni toscane e pertanto egli fu promosso maggior generale e lo sostituì nel comando dei Cacciatori delle Alpi sino al 1861.
All'inizio delle insurrezioni nel sud Italia a seguito dell'unificazione, operò in qualità di tenente generale presso gli alti comandi delle divisioni ivi stanziate insieme ad altri generali dell'esercito piemontese. Nel 1863 era comandante, con il grado di luogotenente generale della Divisione militare di Napoli. Si spense a Chieri il 30 ottobre 1877.

### Fonti
1. 1 2 3 4 5 6  Di Pietrantonio 2020, p. 41.
2. ↑   Calendario generale pe' regii stati, 1850,  p. 435. URL consultato il 12 marzo 2021.
3. 1 2 3  Di Pietrantonio 2020, p. 42.
4. ↑   Annuario ufficiale dell'Esercito italiano, 1863,  p. 941. URL consultato il 12 marzo 2021.
5. ↑   Ordine militare d'Italia Bechis di Pomaretto, Luigi, su quirinale.it, Quirinale. URL consultato l'11 luglio 2021.